# Desequilíbrio de status e renda
O desequilíbrio de renda e status (por vezes abreviado DRS) é um termo político frequentemente usado para descrever um trabalho de status desejável  com renda(relativamente) baixa. É uma variação do termo sociológico,  inconsistência de status. A frase foi cunhada pelo colunista do New York Times,  David Brooks, em seu livro Bobos no Paraíso. Ele escreveu:
Os que sofrem desta doença têm empregos que lhes dão o status alto, mas de baixos rendimentos. Eles tem almoços caros no The Palm, mas jantam macarrão em casa. Durante todo o dia os avisos de chamadas telefônicas se empilham em suas mesas—chamadas de pessoas famosas em busca de favores—, mas à noite eles percebem que a banheira precisa de lavagem, e se abaixam sobre as mãos e joelhos com o Ajax. No trabalho, eles são aristocratas, os Reis da Meritocracia, congraçando-se com Felix Rohatyn. Em casa, elas são camponeses, se perguntando se podem realmente dar-se ao luxo de terem suco de laranja todas as manhãs.
David Brooks, caracterizado o "sofredores" do DRS em uma longa lista, que inclui produtores de jornalismo televisivo, curadores de museus, artistas de música clássica, assessores da Casa Branca, e políticos, entre outros. Outros jornalistas aplicam o termo para "autores e acadêmicos", jornalistas, escritores, "classes médias britânicas", e, até mesmo, para os Deputados Britânicos.

## Notes
1. ↑  "Bobos in Paradise: The New Upper Class and How They Got There[ligação inativa], a review by E. J. Graff, The American Prospect, November 30, 2002.
2. ↑  Jamie Lynn Spears, SID, The Weekly Standard, 31 December 2007.
3. ↑  NS essay – The honours system, far from being abolished, should be hugely expanded, by Richard Reeves, New Statesman, 08 November, 2004.
4. ↑  Are Journalists Underpaid?, by Daniel Gross, Slate Magazine, December 20, 2005.
5. ↑  Debt: A Writer's Life, by Megan McArdle, The Atlantic, 15 May 2009.
6. ↑  The Coping Classes – Part 1, by Judith Woods, Daily Telegraph, 31 January 2008
7. ↑  No, You May Not Put My Taxes Toward Your Floating Duck House, by Anne Applebaum, Slate Magazine, May 26, 2009.